# Poncie Ponce

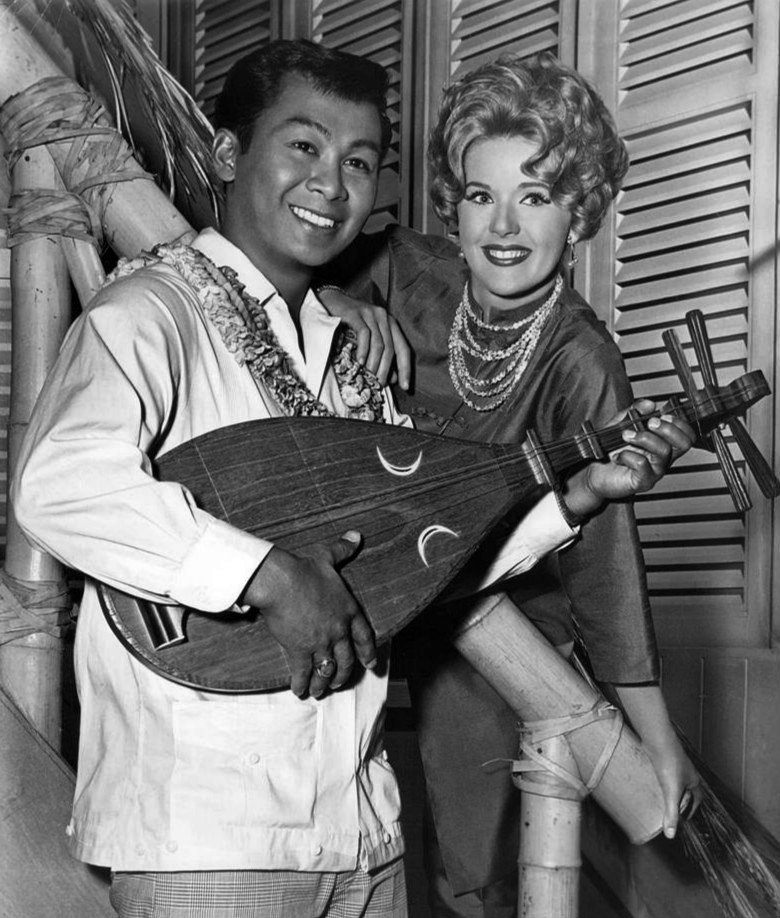
Ponce y Connie Stevens, en Intriga en Hawái en 1961.

Poncie Ponce (10 de abril de 1933 – 19 de julio de 2013) fue un actor, músico y comediante de nacionalidad estadounidense.

## Biografía

### Inicios
Nacido en Maui, Hawái, su verdadero nombre era Ponciano Hernández. Era uno de los siete hijos de Maria y Alberto Hernández. Estudió en la Honokaa High & Intermediate School, en Honokaa, Hawái, formándose como soldador en la Hawái Vocational School. Sin embargo, durante dos años hubo de servir en el Ejército de los Estados Unidos. Destinado en Alemania en 1953, Ponce perfeccionó su talento artístico en los clubes de Munich. Interesado por el mundo del espectáculo, tras su vuelta a la vida civil Ponce se presentó en concursos de talentos en Hawái, así como en emisoras de radio y televisión.  Alentado por el público turista de Hawái, Ponce decidió buscar suerte en Los Ángeles, California.

### Descubrimiento y estrellato
El vendedor de automóviles de Los Ángeles Bob Yeakel patrocinaba un concurso de talentos llamado Rocket to Stardom. El show se emitía en dos emisoras locales, KHJ-TV Channel 9 y KTTV-TV Channel 11. Ponce hizo una serie de actuaciones en el show a finales de los años 1950, consiguiendo pronto trabajar en el nightclub Santa Monica de Ben Blue. Los directivos de Warner Bros. William T. Orr y Hugh Benson vieron su actuación en el club y pensaron que él podría encajar en su nueva producción televisiva, Intriga en Hawái. Sin embargo, para ello el contrato le estipulaba cambiar su nombre por Poncie Ponce.
Ponce alcanzó fama nacional en 1959 por su personaje del taxista Kazuo Kim en la serie detectivesca de Warner Bros., Intriga en Hawái, que se emitió cuatro años por la ABC. Kazuo Kim se hizo conocido por su característico sombrero de paja y su ukulele.

### Cine y actuaciones en clubs
Gracias al show consiguió diferentes papeles cinematográficos, destacando el que hizo en la película de Elvis Presley de 1968 Speedway.
Intriga en Hawái dio oportunidades laborales a Ponce, que continuaron una vez finalizó su trabajo en la serie, haciendo actuaciones por todo el mundo. En 1963, Ponce se sumó al personal promocional de la emisora televisiva HSV 7, en Melbourne, Australia. A partir del 29 de diciembre de 1964, Ponce empezó un compromiso de cuatro semanas con el Checkers Club de Sídney, Australia. En febrero de 1965 actuó en el club Getsusekai, en Tokio, y entre el 6 y el 16 de junio de ese mismo año, actuó en la radio y en la televisión en Buenos Aires. Ponce, que vivía en California, en ocasiones participaba también en shows producidos en Las Vegas.
Mucho después del fin de la serie, Ponce seguía siendo contratado para participar en actos de carácter nostálgico.

### Grabaciones
El show televisivo dio también la oportunidad de que Ponce grabara discos para el sello Warner Bros. Records. Así, en 1961 Warner Bros. lanzó el sencillo Ten Cent Perfume / No Huhu. Billboard dio al single una calificación de tres estrellas por "moderado potencial de ventas". En 1962, Warner Bros editó el álbum Poncie Ponce Sings, al que Billboard dio cuatro estrellas ("fuerte potencial de ventas"),.

### Últimos años
Además de su actividad interpretativa, en 1961 Ponce fue uno de los impulsores de un creciente interés por las artes marciales al abrir un centro de karate en North Hollywood.
En el año 2000, Ponce fue sometido a cirugía cardiaca. Ese mismo año hizo una actuación en una comida de Pacific Pioneer Broadcasters en la que se homenajeaba a su amiga y antigua compañera de reparto Connie Stevens, cantando los dos juntos Hawáian Wedding Song. En el año 2006, Ponce, que se encontraba en Maui para una reunión de la high school, dio una actuación espontánea junto al cómico Augie T.
Tras retirarse, Ponce dedicó su tiempo a la familia, viviendo con su esposa, con la que llevaba más de cincuenta años casado, y con sus nietos. Poncie Ponce falleció el 19 de julio de 2013 en Los Ángeles, California, a causa de un fallo cardiaco. Tenía 80 años de edad.

## Discografía
- Hawáian Eye (banda sonora, 1960) Warner Bros. 1355[23]
- Ten Cent Perfume / No Huhu (1961) Warner Bros. single 5244
- Poncie Ponce Sings (1962) Warner Bros. W5-1453

## Filmografía

### Cine
- Portrait of a Mobster (1961)
- Speedway (1968)
- The World's Greatest Lover (1977)
- G.I. Joe: The Movie  (1987)

### Televisión
- 77 Sunset Strip (1959–1960)
- The Gallant Men (1963)
- Intriga en Hawái (1959–1963)
- The Red Skelton Show (1953–1963)
- The Woody Woodbury Show (1968)
- Family Feud (1983)
- Michael Nesmith in Television Parts (1985)
- Doctor Duck's Super Secret All-Purpose Sauce (1986)